# Bundesstrasse 8
Bundesstrasse 8 är en förbundsväg i Tyskland. Vägen går ifrån Elten vid den nederländska gränsen till Passau vid den österrikiska gränsen via bland annat Köln, Frankfurt am Main och Nürnberg. Vägen som är omkring 800 km lång går genom förbundsländerna Nordrhein-Westfalen, Rheinland-Pfalz, Hessen och Bayern.